# 平野西
平野西（ひらのにし）は、大阪府大阪市平野区にある町名。現行行政地名は平野西一丁目から平野西六丁目。

## 地理
平野区の西部に位置し、南に喜連西、北に背戸口、東に流町、西に東住吉区中野と接している。

## 歴史

### 沿革
1974年（昭和49年）、大阪市東住吉区平野野堂町・平野流町・平野西之町・中野町・湯里町・喜連町の各一部より、平野区平野西1 - 6丁目成立。

## 世帯数と人口
2024年（令和6年）9月30日現在（大阪市発表）の世帯数と人口は以下の通りである。
| 丁目         | 世帯数    | 人口    |
| ------------ | --------- | ------- |
| 平野西一丁目 | 556世帯   | 1,066人 |
| 平野西二丁目 | 144世帯   | 293人   |
| 平野西三丁目 | 610世帯   | 1,152人 |
| 平野西四丁目 | 648世帯   | 1,061人 |
| 平野西五丁目 | 825世帯   | 1,139人 |
| 平野西六丁目 | 370世帯   | 683人   |
| 計           | 3,153世帯 | 5,394人 |

### 人口の変遷
国勢調査による人口の推移。
| 1995年（平成7年）  | 4,781人 | [ 6 ]  |  |
| 2000年（平成12年） | 4,814人 | [ 7 ]  |  |
| 2005年（平成17年） | 4,967人 | [ 8 ]  |  |
| 2010年（平成22年） | 5,143人 | [ 9 ]  |  |
| 2015年（平成27年） | 5,359人 | [ 10 ] |  |
| 2020年（令和2年）  | 5,437人 | [ 11 ] |  |

### 世帯数の変遷
国勢調査による世帯数の推移。
| 1995年（平成7年）  | 2,257世帯 | [ 6 ]  |  |
| 2000年（平成12年） | 2,268世帯 | [ 7 ]  |  |
| 2005年（平成17年） | 2,444世帯 | [ 8 ]  |  |
| 2010年（平成22年） | 2,541世帯 | [ 9 ]  |  |
| 2015年（平成27年） | 2,802世帯 | [ 10 ] |  |
| 2020年（令和2年）  | 3,060世帯 | [ 11 ] |  |

## 学区
市立小・中学校に通う場合、学区は以下の通りとなる。なお、小学校・中学校入学時に学校選択制度を導入しており、通学区域以外に通学区域に隣接している小学校・平野区内にある中学校から選択することも可能。
| 丁目         | 番   | 小学校                 | 中学校             |
| ------------ | ---- | ---------------------- | ------------------ |
| 平野西一丁目 | 全域 | 大阪市立新平野西小学校 | 大阪市立平野中学校 |
| 平野西二丁目 | 全域 | 大阪市立新平野西小学校 | 大阪市立平野中学校 |
| 平野西三丁目 | 全域 | 大阪市立新平野西小学校 | 大阪市立平野中学校 |
| 平野西四丁目 | 全域 | 大阪市立新平野西小学校 | 大阪市立平野中学校 |
| 平野西五丁目 | 全域 | 大阪市立新平野西小学校 | 大阪市立平野中学校 |
| 平野西六丁目 | 全域 | 大阪市立新平野西小学校 | 大阪市立平野中学校 |

## 事業所
2021年（令和3年）現在の経済センサス調査による事業所数と従業員数は以下の通りである。
| 丁目         | 事業所数  | 従業員数 |
| ------------ | --------- | -------- |
| 平野西一丁目 | 56事業所  | 510人    |
| 平野西二丁目 | 18事業所  | 318人    |
| 平野西三丁目 | 31事業所  | 451人    |
| 平野西四丁目 | 60事業所  | 574人    |
| 平野西五丁目 | 67事業所  | 752人    |
| 平野西六丁目 | 36事業所  | 291人    |
| 計           | 268事業所 | 2,896人  |

## 交通

### 鉄道
- 大阪市高速電気軌道
  - 谷町線 平野駅

### バス
2020年4月現在
- 大阪シティバス[15]
  - 3・73号系統：平野区役所前
  - 5号系統：平野区役所前 - 平野西六丁目
  - 9・30号系統：地下鉄平野 → 平野西四丁目 → 平野西一丁目

### 道路
- 国道309号
- 国道479号
- 大阪府道5号大阪港八尾線

## 施設
- 大阪府立東住吉高等学校
- 大阪市立摂陽中学校
- 大阪国税局 東住吉税務署[16]
- 平野郵便局
- 大阪平野西郵便局[17]
- 平野警察署 平野西交番
- りそな銀行 平野支店[18]
- コノミヤ 平野西店
- 平野西公園

## その他

### 日本郵便
- 〒547-0033[3]（集配局：平野郵便局[19]）